# Billjach
Il Billjach (in russo Биллях?) è un fiume della Siberia Orientale, affluente di destra del Bytantaj. Scorre nella Sacha (Jacuzia), in Russia.
La sorgente del fiume si trova sull'altopiano della Jana; scorre lungo la periferia orientale dello stesso in direzione mediamente settentrionale. Sfocia nel Bytantaj a 356 km dalla foce. Ha una lunghezza di 200 km, il bacino è di 3 740 km². Il maggior affluente è l'Ojun-Jurjage (lungo 74 km). È gelato, mediamente, dalla prima metà di ottobre sino a fine maggio-inizio giugno.